# Abe’s Barbecue
Abe’s Barbecue ist ein Barbecue-Restaurant in Clarksdale, Mississippi. Abraham Davis, ein Immigrant aus dem Libanon, eröffnete das Lokal 1924 als Bungalow Inn. Der damals 24-jährige Davis war zu dieser Zeit bereits 11 Jahre in den USA. 1937 zog er an die Kreuzung 61/49 und nannte das Lokal in Delta Inn um. Nach Abes Tod übernahmen seine beiden Söhne Pat und Abe Jr. das Geschäft und nannten es dem Gründer zu Ehren in Abe’s um. Mittlerweile ist es damit eines der ältesten Restaurants in Mississippi und wird immer noch von Abrahams Sohn Pat Davis geführt.
In der Frühzeit der Barbecue-Joints in den 1920ern gilt Abraham Davis als einer der legendären Joint-Eigentümer und eines der wenigen Beispiele eines Immigranten, der so erfolgreich war.
Das Restaurant gilt als einer der besten Barbecue-Joints, so setzt es der Lonely Planet beispielsweise in seine Liste von 7 Beispielen der Südstaatenküche, die man auf einer Reise durch die Südstaaten besuchen müsse. Der Lonely Planet lobt insbesondere die Tamales. USA Today zählte dasselbe Gericht 2004 in seine Liste der 20 besten Gerichte der USA. Das Eater-Webmagazin wiederum nahm Abe’s in seine Liste der 50 Plätze in 50 Bundesstaaten auf, die man besucht haben müsse. Die Roadfood-Bücher über regionales Essen haben eine nicht ganz so hohe Meinung von den Tamales, geben dem Lokal aber die Bestnote mit der Bemerkung legendär - lohnt die Anfahrt von überall.
Erzählungen der Eigentümer und ehemaliger afroamerikanischer Angestellten nach war Abe’s ein Platz, der selbst in Zeiten der Rassensegregation in den Südstaaten jeden Kunden bediente, unabhängig davon, welche Hautfarbe er hatte.
Der Legende nach konnte der ehemalige Besitzer Abe Fleisch und Weißkohl so schnell und dünn schneiden, dass Leute kamen nur um ihm dabei zuzusehen, durch die Fleischstücke selbst konnte man hindurchsehen. Der Joint liegt ebenso an der Stelle, an der sich die Highways 61 und 40 kreuzen – der Blues-Legende nach der Platz, an dem Robert Johnson seine Seele an den Teufel verkaufte und darüber in Cross Road Blues berichtete. Verbürgt ist hingegen, dass der Joint zeitweise bekannt genug war, dass sich ZZ Top bei einem Aufenthalt Autogramme von Davis geben ließen.